# Tågerup

Tågerups säteri är en herrgård i Saxtorps socken i Landskrona kommun, ligger ca 1 km norr om Saxtorps kyrka mellan Saxån och Braån, en dryg km innan dessa flyter samman. 
Gården omnämns redan år 1330, då ärkebiskop Karl Eriksen, också kallad Karl Röde, bl. a. skänker ”alt vort Gods i Tågerup i Saxtorp Sogn” till det kapell han lät bygga söder om Lunds domkyrka. Namnet skrivs som Tokæthorp under medeltiden och senare Tågerup. På Buhrmans karta från 1684 står Togarp, men senare återgår man till den äldre formen, kanske för att skilja mellan byn Tågarp i Ottarps socken och Tågerup i Saxtorps socken.
Tågerup hörde under medeltiden till Lunds domkyrka och indrogs till danska kronan vid reformationen ca 1536. År 1662 skänktes den till häradshövding Gustaf Taubenfelt. Efter Taubenfelt kom gården en tid att tillhöra Lunds universitet, som 1680 skänkte den till professorn i svensk och romersk rätt vid Lunds universitet Niclas Hyltén. Denne adlades 1686 vid namn Silfverskiöld. Från år 1700 innehades Tågerup av Karl Kristian von Bogewitz som 1746 sålde gården till greve Gustaf David Hamilton, sedan tre år tillbaka ägare till Barsebäcks slott.
Efter Gustaf David Hamiltons död 1788 ärvde sonen Axel Hamilton gården. Tågerup befann sig i släkten Hamiltons ägo fram till 1921 då den inköptes av läderfabrikören Alfred Henningsson. Därefter skiftade ägarna. 1974 köptes gården av Lars Magnus Trozelli, som 2002 överlät den till sonen Carl David. På sätt och vis kom gården åter i släkten Hamiltons ägo då Lars Magnus Trozellis mor var född Hamilton.